# Kosierska Młynówka
Kosierska Młynówka – rzeka w Polsce, w województwie lubuskim, prawy dopływ Bobru o długości 17,83 km.